# 彼得拉-杜布拉瓦
彼得拉-杜布拉瓦（羅馬化：Petra Dubrava）是俄罗斯萨马拉州的市级镇，属伏尔加区管辖。地处萨马拉州中部，位于区行政中心及州府萨马拉东北约5公里处。
建于1910年，名称来自附近管林员的名字彼得。该地2022年人口有7,385人；2010年人口6,453；2002年人口6,125；1989年人口6,429。